# Kalinovka, Homutovka, Kursk
Kalinovka (în rusă Кали́новка) este un sat (selo) în raionul Homutovka⁠(d), regiunea Kursk, Rusia, situat la aproximativ 11 km est de granița⁠(d) cu Ucraina și la 3 km de șoseaua M3⁠(d). Kalinovka este locul unde s-a născut Nikita Hrușciov.